# Jan Giudici
Carlo Giovanni Francesco Giudici, in Nederland bekend als Jan Giudici, (Dolzago, 5 januari 1746 - Rotterdam, 17 mei 1819) was een in Nederland werkzaam Italiaans architect.

## Loopbaan
Hij vestigde zich in 1770 als architect in Rotterdam. Giudici maakte onderdeel uit van een migratiestroom van Italiaanse stukadoors en ambachtslieden, die in deze periode werk zochten in Holland. In 1774 won hij een prijs voor zijn classicistische ontwerp voor het nieuwe stadhuis in Groningen. Hierna volgden vele opdrachten in Rotterdam en Schiedam. Zijn eerste grote opdracht was het ontwerp van het interieur voor de Sint-Rosaliakerk te Rotterdam in 1777. Hiermee was zijn naam definitief gevestigd. In 1786 werd Giudici aangesteld tot architect en inspecteur-generaal der gebouwen van de Admiraliteit op de Maze. 
In 1795 werd Giudici in dezelfde kwaliteit bij het Verenigd Departement van Rotterdam en Vlissingen benoemd.
Ook trad hij op in dienst van Koning  Lodewijk Napoleon. 
Onder andere werkte hij aan diens nieuwe paleis in Assen en werd hij belast met de algemene leiding over de wederopbouw van Leiden en de herstelwerkzaamheden aan de Pieterskerk in Leiden na de Leidse buskruitramp in 1807.

## Gerealiseerde bouwwerken
- De Rosaliakerk aan de Leeuwenstraat in Rotterdam - 1776
- Het Arsenaal van de Admiraliteit aan het Oostplein, later in gebruik genomen als Marinierskazerne, in Rotterdam - 1782-1884
- De Oude Kerk in Zoetermeer - 1785-1787
- Het Admiraliteitsgebouw op 's-Landswerf in Rotterdam - 1785-1788
- Het Sint-Jacobsgasthuis, thans het Stedelijk Museum in Schiedam - 1787
- Korenbeurs in Schiedam - 1792
- Huis Nolet, monumentaal herenhuis aan de Lange Haven 65 in Schiedam - 1804
- Monumentaal herenhuis in Lodewijk XVI-stijl, Tuinlaan 24 in Schiedam - begin 19e eeuw
- De Comedie in de Bierstraat in Rotterdam - 1804
- Interieur van de Heilige Lodewijkkerk in Leiden - 1807
- Rooms-katholiek wees- en oudeliedenhuis in Leiden - 1808

De werken van Giudici in Rotterdam zijn allen verloren gegaan bij het bombardement in mei 1940

## Publicaties over Jan Giudici
- E. Wiersum, 'De architect Jan Giudici, 1746-1819', Rotterdamsch Jaarboekje (4e reeks) 2 (1934), pp. 29-41.
- R. Meischke en H.J. Zantkuijl, 'De positie van C.G.F. Giudici te Rotterdam en zijn stadhuisplan uit 1781', Bulletin KNOB 107 (2008), pp. 20-33.

- Digitale Bibliotheek voor de Nederlandse Letteren: giud003
- Gemeinsame Normdatei: 137576145
- International Standard Name Identifier: 0000 0001 1690 4176
- Nederlandse Thesaurus van Auteursnamen: 123806860
- RKD-Nederlands Instituut voor Kunstgeschiedenis: 339736
- Union List of Artist Names: 500013602
- Virtual International Authority File: 295863978
- WorldCat: E39PBJyX6mKp9HbkYmvyKJhbVC